# Garfield (Teksas)
Garfield – jednostka osadnicza w Stanach Zjednoczonych, w stanie Teksas, w hrabstwie Travis.